# Rada pro dopravu, telekomunikace a energetiku
Rada pro dopravu, telekomunikace a energetiku (TTE) je konfigurace Rady Evropské unie složená z ministrů dopravy, energetiky a telekomunikací. Počet schůzí za rok a jejich složení závisí na programu:
- ministři dopravy se obvykle scházejí čtyřikrát ročně
- ministři energetiky se scházejí třikrát nebo čtyřikrát ročně
- ministři telekomunikací se scházejí dvakrát ročně

Cílem této konfigurace je splnit cíle EU v oblasti dopravy, telekomunikací a energetiky, jako je vytvoření moderních, konkurenceschopných a účinných trhů a infrastruktury a vytvoření transevropských dopravních, komunikačních a energetických sítí. Založena byla v červnu 2002 po sloučení tří oblastí politiky do jedné konfigurace.